# Collegio di Doncaster Central
Doncaster Central è un collegio elettorale inglese della Camera dei comuni del Parlamento del Regno Unito, situato nel South Yorkshire, nella regione dello Yorkshire e Humber. Elegge un membro del Parlamento con il sistema maggioritario a turno unico. Il rappresentante del collegio dal 2024 è la laburista Sally Jameson.

## Estensione

Doncaster Central dal 2010 al 2024

- 1983-2010: i ward del borgo metropolitano di Doncaster di Armthorpe, Balby, Bessacarr, Central, Intake, Town Field e Wheatley.
- 2010-2024: i ward del borgo metropolitano di Doncaster di Armthorpe, Balby, Bessacarr and Cantley, Central, Edenthorpe, Kirk Sandall and Barnby Dun, Town Moor e Wheatley.
- dal 2024: i ward della città di Doncaster di Armthorpe, Balby South, Bessacarr, Edenthorpe and Kirk Sandall, Hexthorpe and Balby North, Tickhill and Wadworth, Town e Wheatley Hills and Intake.[1]

Il collegio comprende la maggior parte della città di Doncaster, e confina con i collegi di Doncaster North e Don Valley.

## Membri del Parlamento
| Elezione | Elezione        | Deputato      | Partito   |
| -------- | --------------- | ------------- | --------- |
|          | 1983            | Harold Walker | Laburista |
| 1997     | Rosie Winterton |               | Laburista |
| 2024     | Sally Jameson   |               | Laburista |

## Risultati elettorali

### Elezioni negli anni 2020
| Partito                    | Partito                                | Candidato                  | Risultati 4 luglio 2024 | Risultati 4 luglio 2024 |
| Partito                    | Partito                                | Candidato                  | Voti                    | %                       |
| -------------------------- | -------------------------------------- | -------------------------- | ----------------------- | ----------------------- |
|                            | Laburista                              | Sally Jameson              | 17 515                  | 46,16                   |
|                            | Conservatore                           | Nick Allen                 | 7 964                   | 20,99                   |
|                            | Reform UK                              | Surjit Duhre               | 7 886                   | 20,78                   |
|                            | Verdi                                  | Jennifer Rozenfelds        | 1 880                   | 4,95                    |
|                            | Lib Dem                                | Greg Ruback                | 1 199                   | 3,16                    |
|                            | Workers                                | Tosh McDonald              | 758                     | 2,00                    |
|                            | Yorkshire                              | Andrew Walmsley            | 742                     | 1,96                    |
|                            |                                        |                            |                         |                         |
| Iscritti                   | Iscritti                               | Iscritti                   | 74 678                  | 100,00                  |
| ↳ Votanti (% su iscritti)  | ↳ Votanti (% su iscritti)              | ↳ Votanti (% su iscritti)  | 37 944                  | 50,81                   |
| ↳ Astenuti (% su iscritti) | ↳ Astenuti (% su iscritti)             | ↳ Astenuti (% su iscritti) | 36 734                  | 49,19                   |
|                            |                                        |                            |                         |                         |
|                            | Esito: collegio confermato a Laburista |                            |                         |                         |

### Elezioni negli anni 2010
| Partito                    | Partito                                | Candidato                  | Risultati 12 dicembre 2019 | Risultati 12 dicembre 2019 |
| Partito                    | Partito                                | Candidato                  | Voti                       | %                          |
| -------------------------- | -------------------------------------- | -------------------------- | -------------------------- | -------------------------- |
|                            | Laburista                              | Rosie Winterton            | 16 638                     | 40,01                      |
|                            | Conservatore                           | Roberto Weeden-Sanz        | 14 360                     | 34,54                      |
|                            | Brexit                                 | Surjit Duhre               | 6 842                      | 16,45                      |
|                            | Lib Dem                                | Paul Horton                | 1 748                      | 4,20                       |
|                            | Yorkshire                              | Leon French                | 1 012                      | 2,43                       |
|                            | Verdi                                  | Frank Sheridan             | 981                        | 2,36                       |
|                            |                                        |                            |                            |                            |
| Iscritti                   | Iscritti                               | Iscritti                   | 71 389                     | 100,00                     |
| ↳ Votanti (% su iscritti)  | ↳ Votanti (% su iscritti)              | ↳ Votanti (% su iscritti)  | 41 581                     | 58,25                      |
| ↳ Astenuti (% su iscritti) | ↳ Astenuti (% su iscritti)             | ↳ Astenuti (% su iscritti) | 29 808                     | 41,75                      |
|                            |                                        |                            |                            |                            |
|                            | Esito: collegio confermato a Laburista |                            |                            |                            |

| Partito                    | Partito                                | Candidato                  | Risultati 8 giugno 2017 | Risultati 8 giugno 2017 |
| Partito                    | Partito                                | Candidato                  | Voti                    | %                       |
| -------------------------- | -------------------------------------- | -------------------------- | ----------------------- | ----------------------- |
|                            | Laburista                              | Rosie Winterton            | 24 915                  | 57,91                   |
|                            | Conservatore                           | Tom Hunt                   | 14 784                  | 34,36                   |
|                            | Yorkshire                              | Chris Whitwood             | 1 346                   | 3,13                    |
|                            | Indipendente                           | Eddie Todd                 | 1 006                   | 2,34                    |
|                            | Lib Dem                                | Alison Brelsford           | 973                     | 2,26                    |
|                            |                                        |                            |                         |                         |
| Iscritti                   | Iscritti                               | Iscritti                   | 71 706                  | 100,00                  |
| ↳ Votanti (% su iscritti)  | ↳ Votanti (% su iscritti)              | ↳ Votanti (% su iscritti)  | 43 024                  | 60,00                   |
| ↳ Astenuti (% su iscritti) | ↳ Astenuti (% su iscritti)             | ↳ Astenuti (% su iscritti) | 28 682                  | 40,00                   |
|                            |                                        |                            |                         |                         |
|                            | Esito: collegio confermato a Laburista |                            |                         |                         |

| Partito                    | Partito                                | Candidato                  | Risultati 7 maggio 2015 | Risultati 7 maggio 2015 |
| Partito                    | Partito                                | Candidato                  | Voti                    | %                       |
| -------------------------- | -------------------------------------- | -------------------------- | ----------------------- | ----------------------- |
|                            | Laburista                              | Rosie Winterton            | 19 840                  | 49,08                   |
|                            | UKIP                                   | Chris Hodgson              | 9 747                   | 24,11                   |
|                            | Conservatore                           | Zoe Metcalfe               | 8 386                   | 20,75                   |
|                            | Lib Dem                                | John Brown                 | 1 717                   | 4,25                    |
|                            | TUSC                                   | Mev Akram                  | 421                     | 1,04                    |
|                            | Democratici                            | David Burnett              | 309                     | 0,76                    |
|                            |                                        |                            |                         |                         |
| Iscritti                   | Iscritti                               | Iscritti                   | 71 161                  | 100,00                  |
| ↳ Votanti (% su iscritti)  | ↳ Votanti (% su iscritti)              | ↳ Votanti (% su iscritti)  | 40 420                  | 56,80                   |
| ↳ Astenuti (% su iscritti) | ↳ Astenuti (% su iscritti)             | ↳ Astenuti (% su iscritti) | 30 741                  | 43,20                   |
|                            |                                        |                            |                         |                         |
|                            | Esito: collegio confermato a Laburista |                            |                         |                         |

| Partito                    | Partito                                 | Candidato                  | Risultati 6 maggio 2010 | Risultati 6 maggio 2010 |
| Partito                    | Partito                                 | Candidato                  | Voti                    | %                       |
| -------------------------- | --------------------------------------- | -------------------------- | ----------------------- | ----------------------- |
|                            | Laburista                               | Rosie Winterton            | 16 569                  | 39,69                   |
|                            | Conservatore                            | Gareth M. Davies           | 10 340                  | 24,77                   |
|                            | Lib Dem                                 | Patrick Wilson             | 8 795                   | 21,07                   |
|                            | Democratici                             | Lawrence E. Parramore      | 1 816                   | 4,35                    |
|                            | BNP                                     | John Bettney               | 1 762                   | 4,22                    |
|                            | UKIP                                    | John Andrews               | 1 421                   | 3,40                    |
|                            | Indipendente                            | Scott A. Pickles           | 970                     | 2,32                    |
|                            | Citizens for Undead Rights and Equality | Derek A. Williams          | 72                      | 0,17                    |
|                            |                                         |                            |                         |                         |
| Iscritti                   | Iscritti                                | Iscritti                   | 75 216                  | 100,00                  |
| ↳ Votanti (% su iscritti)  | ↳ Votanti (% su iscritti)               | ↳ Votanti (% su iscritti)  | 41 745                  | 55,50                   |
| ↳ Astenuti (% su iscritti) | ↳ Astenuti (% su iscritti)              | ↳ Astenuti (% su iscritti) | 33 471                  | 44,50                   |
|                            |                                         |                            |                         |                         |
|                            | Esito: collegio confermato a Laburista  |                            |                         |                         |

### Elezioni negli anni 2000
| Partito                    | Partito                                | Candidato                  | Risultati 5 maggio 2005 | Risultati 5 maggio 2005 |
| Partito                    | Partito                                | Candidato                  | Voti                    | %                       |
| -------------------------- | -------------------------------------- | -------------------------- | ----------------------- | ----------------------- |
|                            | Laburista                              | Rosie Winterton            | 17 617                  | 51,29                   |
|                            | Lib Dem                                | Patrick Wilson             | 7 815                   | 22,75                   |
|                            | Conservatore                           | Stefan Kerner              | 6 489                   | 18,89                   |
|                            | BNP                                    | John Wilkinson             | 1 239                   | 3,61                    |
|                            | UKIP                                   | Alan Simmons               | 1 191                   | 3,47                    |
|                            |                                        |                            |                         |                         |
| Iscritti                   | Iscritti                               | Iscritti                   | 65 680                  | 100,00                  |
| ↳ Votanti (% su iscritti)  | ↳ Votanti (% su iscritti)              | ↳ Votanti (% su iscritti)  | 34 351                  | 52,30                   |
| ↳ Astenuti (% su iscritti) | ↳ Astenuti (% su iscritti)             | ↳ Astenuti (% su iscritti) | 31 329                  | 47,70                   |
|                            |                                        |                            |                         |                         |
|                            | Esito: collegio confermato a Laburista |                            |                         |                         |

| Partito                    | Partito                                | Candidato                  | Risultati 7 giugno 2001 | Risultati 7 giugno 2001 |
| Partito                    | Partito                                | Candidato                  | Voti                    | %                       |
| -------------------------- | -------------------------------------- | -------------------------- | ----------------------- | ----------------------- |
|                            | Laburista                              | Rosie Winterton            | 20 034                  | 59,09                   |
|                            | Conservatore                           | Gary Meggitt               | 8 035                   | 23,70                   |
|                            | Lib Dem                                | Michael Southcombe         | 4 390                   | 12,95                   |
|                            | UKIP                                   | David Gordon               | 926                     | 2,73                    |
|                            | Alleanza Socialista                    | Janet Terry                | 517                     | 1,52                    |
|                            |                                        |                            |                         |                         |
| Iscritti                   | Iscritti                               | Iscritti                   | 65 701                  | 100,00                  |
| ↳ Votanti (% su iscritti)  | ↳ Votanti (% su iscritti)              | ↳ Votanti (% su iscritti)  | 33 902                  | 51,60                   |
| ↳ Astenuti (% su iscritti) | ↳ Astenuti (% su iscritti)             | ↳ Astenuti (% su iscritti) | 31 799                  | 48,40                   |
|                            |                                        |                            |                         |                         |
|                            | Esito: collegio confermato a Laburista |                            |                         |                         |

## Risultati dei referendum

### Referendum sulla permanenza del Regno Unito nell'Unione europea del 2016
|             | Collegio          | Lasciare UE % | Rimanere in UE % |
| ----------- | ----------------- | ------------- | ---------------- |
|             | Doncaster Central | 66,3%         | 33,7%            |
| Inghilterra | 53,3%             | 46,7%         |                  |
| Regno Unito | 51,9%             | 48,1%         |                  |